# Parasemia passanauriensis
Parasemia passanauriensis là một loài bướm đêm thuộc phân họ Arctiinae, họ Erebidae.